# McDonald (Pensilvânia)
McDonald é um distrito localizado no estado americano da Pensilvânia, no Condado de Allegheny.

## Demografia
Segundo o censo americano de 2000, a sua população era de 2281 habitantes.

## Geografia
De acordo com o United States Census Bureau tem uma área de 1,3 km², dos quais 1,3 km² cobertos por terra e 0,0 km² cobertos por água.

## Localidades na vizinhança
O diagrama seguinte representa as localidades num raio de 12 km ao redor de McDonald.